# Kazimierz Bein
Kazimierz Bein (1872–1959), fue un oftalmólogo polaco fundador y director del Instituto Oftalmológico de Varsovia (Warszawski Instytut Oftalmiczny).
Fue también durante un tiempo, bajo el seudónimo Kabe, un escritor y traductor al idioma esperanto, uno de los primeros estilistas en ese idioma. Su súbito abandono en 1911 del movimiento esperantista dio lugar al uso de su nombre para denotar el acto de cesar en la actividad en favor de ese idioma (kabei)

## Obras y traducciones
- Fundo de l'mizero de Wacław Sieroszewski
- La Faraono de Bolesław Prus
- La interrompita kanto de Eliza Orzeszkowa
- Pola Antologio (Antología polaca)
- Versaĵoj en prozo de Iván Turgénev
- Patroj kaj Filoj de Iván Turgénev
- Elektitaj fabeloj (Cuentos escogidos) de los hermanos Grimm
- Internacia Krestomatio (colección de textos internacionales)
- Unua Legolibro (Primer libro de lectura)
- La lasta de Władysław Stanisław Reymont
- Bona Sinjorino de Eliza Orzeszkowa
- Mia poŝhorloĝo de Maria Konopnicka

- Datos: Q12749
- Multimedia: Kazimierz Bein / Q12749